# Grand Prix Francji 1927
Grand Prix Francji 1927 (oryg. XXI Grand Prix de l’Automobile Club de France) – jeden z wyścigów Grand Prix rozegranych w 1927 oraz druga eliminacja Mistrzostw Świata Konstruktorów AIACR.

## Lista startowa
| Nr | Kierowca                | Zespół | Samochód    | Silnik |   |
| -- | ----------------------- | ------ | ----------- | ------ | - |
| 2  | George Eyston           |        | Halford     |        | ? |
| 4  | Albert Divo             |        | Talbot 700  |        | ? |
| 6  | Robert Benoist          |        | Delage 155B |        | ? |
| 10 | William Grover-Williams |        | Talbot 700  |        | ? |
| 10 | Jules Moriceau          |        | Talbot 700  |        | ? |
| 12 | Edmond Bourlier         |        | Delage 155B |        | ? |
| 16 | Louis Wagner            |        | Talbot 700  |        | ? |
| 18 | André Morel             |        | Delage 155B |        | ? |
| Nr | Kierowca                | Zespół | Samochód    | Silnik |   |

## Wyniki

### Wyścig

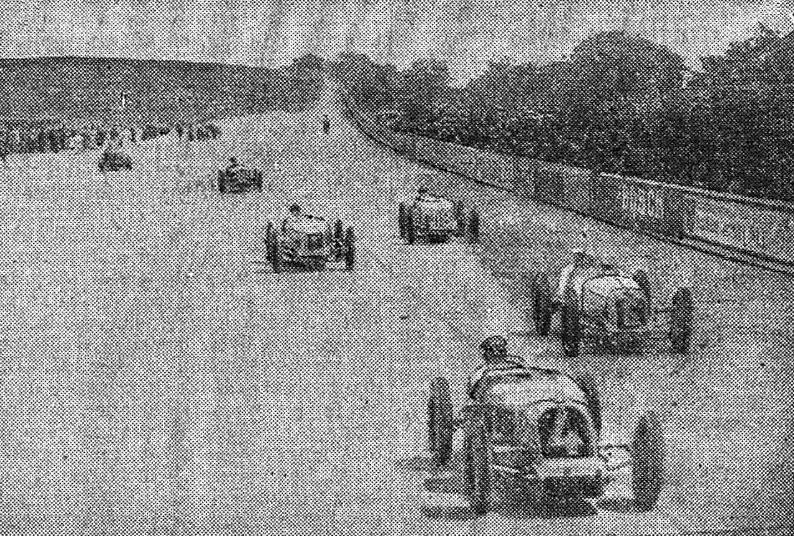
Start wyścigu

Źródło: formula1results.co.za
| P                 | + / –     | Nr | Kierowca                               | Konstruktor | Okr. | Czas / Strata | Komentarz              |
| ----------------- | --------- | -- | -------------------------------------- | ----------- | ---- | ------------- | ---------------------- |
| 1                 | 2         | 6  | Robert Benoist                         | Delage      | 48   | 4:45,41,2     |                        |
| 2                 | 3         | 12 | Edmond Bourlier                        | Delage      | 48   | +8:14,4       |                        |
| 3                 | 4         | 18 | André Morel                            | Delage      | 48   | +25:50,2      |                        |
| 4                 | Bez zmian | 10 | William Grover-Williams Jules Moriceau | Talbot      | 48   | +38:48,8      | Samochód współdzielony |
| Niesklasyfikowani |           |    |                                        |             |      |               |                        |
|                   |           | 16 | Louis Wagner                           | Talbot      | 42   | Silnik        |                        |
|                   |           | 2  | George Eyston                          | Halford     | 36   | +12 okr       |                        |
|                   |           | 4  | Albert Divo                            | Talbot      | 23   | Doładowanie   |                        |
| P                 | + / –     | Nr | Kierowca                               | Konstruktor | Okr. | Czas / Strata | Komentarz              |

### Najszybsze okrążenie
Źródło: teamdan.com
| Nr | Kierowca       | Konstruktor | Czas   | Okr. |
| -- | -------------- | ----------- | ------ | ---- |
| 6  | Robert Benoist | Delage      | 5:41,0 | 6    |